# جلبل
جلبل (بالكردية: Cilbir‏) هي قرية سوريّة تتبع إداريّاً لمحافظة حلب منطقة عفرين ناحية مركز عفرين. بلغ تعداد سكانها 461 نسمة حسب التعداد السكاني لعام 2004، و1,547 نسمة حسب قيود السجل المدني لنهاية عام 2005. وتعد القرية مركزا لعشيرة روباري الكرديّة.